# Montagnula anthostomoides
Montagnula anthostomoides är en svampart som först beskrevs av Rehm, och fick sitt nu gällande namn av Leuchtm. 1984. Montagnula anthostomoides ingår i släktet Montagnula och familjen Montagnulaceae.   Inga underarter finns listade i Catalogue of Life.